# Banu Hud
De Banu Hud (Arabisch: بنو هود Banū Hūd of de Hudiden-dynastie) was een Arabische dynastie die van 1039 tot 1110 regeerde over de Taifa van Zaragoza.
In 1039, onder leiding van Sulayman ibn Hud al-Judhami (Al-Mustain I), nam de Bani Hud de controle over Zaragoza over van een rivaliserende clan, de Banu Tujib. Zijn erfgenamen, met name Ahmad I al-Muqtadir (1046–1081), Yusuf al-Mutamin (1081–1085) en Ahmad ibn Yusuf (Al-Mustain II) (1085–1110), waren beschermheren van cultuur en kunst. De Aljafería, de koninklijke residentie gebouwd door Ahmad I, is praktisch het enige paleis uit die periode dat bijna in zijn geheel bewaard is gebleven.
Ondanks hun onafhankelijkheid werden de Banu Hud gedwongen de superioriteit van het Koninkrijk Castilië te erkennen en er al in 1055 paria's aan te betalen. In 1086 leidden ze de kleinere koninkrijken in hun verzet tegen de Almoraviden, die er pas in mei 1110 in slaagden Zaragoza te veroveren. De verovering betekende het einde van de dynastie. De laatste van de Banu Hud, Imad al-Dawl Abd al-Malik Al Hud, was de laatste koning van Zaragoza en werd gedwongen zijn hoofdstad te verlatenHij sloot zich aan bij het christelijke Koninkrijk Aragon onder leiding van Alfonso de Strijdvaardige, die in 1118 de stad veroverde voor de christenen en maakte er de hoofdstad van Aragon van.
De zoon van de laatste koning, Zafadola (Sayf al-Dawla), had enige territoriale autoriteit voordat hij tijdens een veldslag door christenen werd gedood.
Tussen 1228 en 1237 werd het grootste deel van Al-Andalus gecontroleerd door Ibn Hud, die beweerde dat hij afstamde van de Banu Hud.

## Lijst van cadi's en koningen van Taifa

### Hudi Koningen van Zaragoza
- Sulaiman ibn Muhammad ibn Hud al-Musta'in, 1039-1046
- Abu Jaafar Ahmed ibn Sulaymán al-Muqtádir bi-L-lah, 1046-1081
- Yusuf ibn Ahmed al-Mutamin, 1081-1085
- Ahmed II ibn Yusuf al-Musta'in, 1085-1110
- Abd al-Málik Imad ad-Dawla, 24 januari - 31 mei 1110

### Kadies van Lleida
- Sulaiman ibn Muhammad ibn Hud al-Musta'in, 1037-1046
- Yusuf ben Sulaiman al-Muzafar, 1046-1079

### Koningen van Murcia
- Abu Abdellah Muhammad ibn Yusuf ibn Hud al-Yudhami (al-Mutawákkil), 1228-1238
- Abu Bakr Muhammad ibn Muhammad (al-Wáthiq), 1238 (7 maanden/1e keer), met zijn oom Ali ibn Yusuf ibn Hud (Adid ad-Dawla) als regent
- Muhammad ibn Muhammad ibn Hud (Baha ad-Dawla) (Abenhudiel volgens christelijke kronieken), 1241-1259 of 1260
- Abu Jaafar ibn Muhammad ibn Muhammad ibn Hud, 1259 of 1260-1264
- Mohammed ibn Abi Jaafar ibn Hud, 1264
- Abu Bakr Muhammad ibn Muhammad (al-Wáthiq), 1264-1266 (2e keer)

### Koningen van de Arrixaca
- Mohammed Abu Abdullah ibn Hud, 1266-1280
- Ali Abu ul-Hasan ibn Hud, 1280-1290
- Abu Jaafar ibn Hud, 1290-1295
- Abu Ishaq Ibrahim ibn Hud (Abrahim Aboxac volgens christelijke documenten), 1295-1296? (vóór 1307)

### Landhuis van Crevillente
- Áhmad Abu Jaáfar ibn Muhammad ibn Hud (Aliafar van de christelijke kronieken), 1243-1296
- Mohammed ibn Ahmad ibn Hud, 1296-1316
- Ibrahim ibn Muhammad ibn Hud, 1316-1318